# Heliconius androdaixa
Heliconius androdaixa är en fjärilsart som beskrevs av Adalbert Seitz 1913. Heliconius androdaixa ingår i släktet Heliconius och familjen praktfjärilar. Inga underarter finns listade i Catalogue of Life.